# Stefan (Archangielski)
Stefan, imię świeckie: Nikołaj Archangielski (ur. 10 lipca?/22 lipca 1861 w eparchii penzeńskiej, zm. 5 czerwca?/18 czerwca 1914) – rosyjski biskup prawosławny.

## Życiorys
Wykształcenie teologiczne uzyskał w Kazańskiej Akademii Duchownej i tam w 1885 uzyskał stopień kandydata nauk teologicznych. Po ukończeniu szkoły został wykładowcą szkoły duchownej w Symbirsku, a od 1891 także nauczycielem w miejscowym gimnazjum żeńskim. Od 1896 do 1900 wykładał w seminarium duchownym w Kutaisi. W 1897 obronił dysertację magisterską z dziedziny teologii.
3 czerwca 1898 został wyświęcony na kapłana jako celibatariusz. Do 1900 złożył wieczyste śluby mnisze, zaś w wymienionym roku został archimandrytą i objął stanowisko rektora seminarium duchownego w Tyflisie.
27 stycznia 1902 w soborze św. Izaaka w Petersburgu przyjął chirotonię na biskupa sumskiego, wikariusza eparchii charkowskiej, z rąk metropolity petersburskiego i ładoskiego Antoniego, metropolity kijowskiego Teognosta i innych hierarchów. W 1904 objął katedrę mohylewską i mścisławską. Na urzędzie pozostawał przez siedem lat, po czym został przeniesiony na katedrę kurską i obojańską. W 1912 uzyskał stopień doktora teologii. Zmarł dwa lata później po operacji nogi.
Autor tekstów na tematy religijne. Prowadził ascetyczny tryb życia jeszcze jako student, surowo zachowywał cerkiewną dyscyplinę. Wielokrotnie na polecenie Świątobliwego Synodu Rządzącego przeprowadzał rewizje w eparchiach, w których wykryto nieprawidłowości. Szczególną inspiracją dla niego była myśl teologiczna i moralna św. Innocentego Chersońskiego, którą starał się przetworzyć w jednolity system duchowego kształcenia.